# ایرباس ای۳۳۰نئو
ایرباس ای۳۳۰نئو (انگلیسی: Airbus A330neo) یک سری هواپیمای مسافربری پهن‌پیکر دوموتوره است که توسط شرکت ایرباس اروپا توسعه‌یافته و ساخته می‌شود. این مدل از روی ایرباس ای۳۳۰ توسعه‌یافته و واژه نئو مخفف عبارت «گزینه موتور جدید» است.